# Cardington (Ohio)
Cardington ist ein Village in Morrow County im US-Bundesstaat Ohio. Das U.S. Census Bureau hat bei der Volkszählung 2020 eine Einwohnerzahl von 2079 ermittelt.

## Geographie
Umgeben wird Cardington von Galion im Norden, von Chesterville im Osten, von Ashley im Süden und von Prospect im Westen.